# شبه نظامیان خلق به نام مینین و پوژارسکی
شبه نظامیان خلق به نام مینین و پوژارسکی (NOMP; روسی: Народное ополчение имени Минина и Пожарского; НОМП; Narodnoye opolcheniye imeni Minina i Pozharskogo , NOMP)، همچنین به عنوان شبه نظامیان خلق کواچکوف (روسی: Народное ополчение Квачкова شناخته می‌شود. (نارودنویه اوپولچنیه کواچکووا) یک سازمان عمومی ثبت نشده روسی بود. در فوریه ۲۰۱۵، با تصمیم دادگاه به عنوان یک سازمان تروریستی شناخته شد.

## خلقت
این سازمان در فوریه ۲۰۰۹ توسط سرهنگ ولادیمیر کواچکوف از اداره اصلی اطلاعات ایجاد شد. فراخوان «شبه نظامیان مردمی امروز» صادر شد که به ویژه می‌گفت:
... نام‌های مینین و پوژارسکی به دلیل شباهت چشمگیر وضعیت فعلی روسیه با وضعیت چهار قرن پیش در نام این سازمان گنجانده شده است. سردرگمی در رأس امور - شما نخواهید فهمید چه کسی کشور را اداره می‌کند … نزاع‌های بین طایفه‌ای … خیانت به بویارها … دزدی و خودسری … سرقت در خیابان‌ها … تهاجم از غرب.
یوری اکیشف عضو ستاد شبه نظامیان خلق و دستیار ارشد کواچکوف شد که در سال ۲۰۰۷ به جرم تحریک نفرت قومی به دو سال زندان محکوم شد.
شبه نظامیان خلق شامل نمایندگانی از اتحادیه افسران، جنبش علیه مهاجرت غیرقانون، جنبش امپراتوری روسیه، اتحادیه سراسری ملی روسیه، اتحادیه قدرت نظامی روسیه و جبهه چپ است. واحدهای شبه نظامیان خلق در بیش از چهل منطقه روسیه تأسیس شدند.

## محاکمات
در پایان ژوئیه ۲۰۱۱، سرویس امنیت فدرال روسیه گزارش داد که اعضای سلول محلی شبه‌نظامیان خلق در یکاترینبورگ بازداشت شده‌اند. بازداشت‌شدگان به سازماندهی یک گروه تروریستی و آماده‌سازی برای شورش متهم شده‌اند. به گفته بازرسان، صبح روز ۲ اوت ۲۰۱۱ (در روز چتربازان)، قرار بود چندین گروه رزمی مسلح با ستون فقرات نیروهای ویژه سابق به ساختمان‌های شعب یکاترینبورگ وزارت امور داخلی (روسیه)، سرویس امنیت فدرال روسیه حمله کرده و رهبران آنها را بکشند. به همین گروه‌ها وظیفه تصرف انبارهای سلاح داده شده بود. قرار بود گروه‌هایی از خرابکاران پست‌های برق یکاترینبورگ را منفجر کنند تا شهر را از برق بکشند و وحشت را در میان مردم گسترش دهند. علاوه بر این، گفته می‌شود شورشیان قصد داشتند کل جمعیت مرد یکاترینبورگ را بسیج و مسلح کنند و تا زمانی که از مناطق همسایه کمک دریافت کنند، با چنین نیروهایی دفاع کنند. رهبر این هسته مبارز، کارآفرین الکساندر ارماکوف نام دارد که طبق تحقیقات، نه تنها طرحی برای شورش با نام رمز "سپیده دم" تدوین کرده، بلکه از میان مقامات نظامی و امنیتی بازنشسته که از اصلاحات در کشور ناراضی بودند، هوادارانی را نیز جذب کرده است. چهار نفر دیگر - سرهنگ ۶۴ ساله "افغان" لئونید خاباروف، بازپرس جنایی سابق ولادیسلاو لادیشچیکوف، کارآفرین سرگئی کاتنیکوف، دکترای علوم، مخترع ویکتور کرالین - در ۱۹ ژوئیه در دفتر ارماکوف بازداشت شدند. همه آنها بازیکن ایرسافت بودند.
در ۸ فوریه ۲۰۱۳، دادگاه شهر مسکو، ولادیمیر کواچکوف را به جرم آماده‌سازی برای شورش مسلحانه به ۱۳ سال زندان در یک اردوگاه نظامی محکوم کرد. متهم دوم، الکساندر کیسلف، به ۱۱ سال زندان در یک اردوگاه نظامی محکوم شد. در این حکم آمده است که مشخص شده است که کواچکوف در سال ۲۰۰۹ به هواداران خود در شهرهای مختلف پیشنهاد داده بود تا در یک شورش مسلحانه که قرار بود در ۲۴ ژوئن ۲۰۱۰ آغاز شود، شرکت کنند. مرد مورد اعتماد او، مانریک، افرادی را انتخاب کرد و آنها در میدان آموزشی میاکینینو تحت آموزش نظامی قرار گرفتند. در سال ۲۰۱۰، کیسلف در سنت پترزبورگ گروهی ده نفره را انتخاب کرد و سلاح به دست‌آورد. کواچکوف و هوادارانش قصد داشتند شورشی را در کووروف آغاز کنند. قرار بود ساختمان‌های وزارت داخله، سرویس امنیت فدرال، وزارت امنیت داخلی کووروف و همچنین سلاح و مهمات در گروه‌های کوچک تصرف شود. قرار بود موفقیت شورش مسلحانه در کووروف، طبق برنامه‌های آنها، رویدادهای مشابهی را در مناطق دیگر ایجاد کند. یکی از شواهد اصلی در این پرونده، ضبط مکالمه‌ای بین چندین هوادار کواچکوف بود، زمانی که آنها در حال تدوین نقشه‌ای برای یورش به کووف، اطلاعات، توزیع بودجه و منابع انسانی بودند.
در ماه مه ۲۰۱۲، محاکمه‌ای در دادگاه منطقه‌ای سوردلوفسک به اتهاماتی علیه خاباروف، لادیشچیکوف، کاتنیکوف و کرالین آغاز شد. همان‌طور که لادیشچیکوف در تحقیقات توضیح داد، رفقای مسلح او «وظایف کار عملیاتی» را برای او تعیین کردند. به طور خاص، او مجبور بود راه‌هایی برای نزدیک شدن و عقب‌نشینی شبه‌نظامیان به ساختمان کنیسه یکاترینبورگ پیدا کند، برنامه و مسیرهای حرکت خاخام سوردلوفسک، زلیگ اشکنازی، را برای نابودی بعدی او ردیابی کند. قرار بود قتل خاخام توسط یک گروه رزمی غیرمقیم که «تحت پوشش بازیکنان ایرسافت» به یکاترینبورگ رسیده بودند، انجام شود. متهمان همچنین ظاهراً حذف سران ساختارهای قدرت منطقه سوردلوفسک را برنامه‌ریزی کرده بودند. قرار بود این شورش با انفجار خطوط برق تغذیه‌کننده یکاترینبورگ آغاز شود. سپس توطئه‌گران مجبور شدند به واحدهای نظامی مستقر در شهر نفوذ کنند و پس از آن، طبق نقشه، ارتش باید به سمت «انقلابیون» می‌رفت. علاوه بر این، «شبه نظامیان خلق» با «بسیج شهروندان سوردلوفسک» قصد داشتند برای سرنگونی دولت به مسکو نقل مکان کنند. توطئه‌گران تپانچه و هفت‌تیر داشتند که برخی از آنها آموزشی و برخی دیگر جنگی بودند. اما یک بررسی کارشناسی نشان داد که از بین تمام سلاح‌های توقیف شده، فقط یک تپانچه برای تیراندازی مناسب است.
لادیشچیکوف تنها متهمی بود که در تحقیقات اعتراف کرد؛ بنابراین، اتهام آماده‌سازی برای شورش از او سلب شد. او فقط به ارتکاب جرایم ذیل ماده ۲۰۵٫۱، بخش ۱ (تهدید به ارتکاب عمل تروریستی) و ماده ۲۲۲، بخش ۲ (تهیه، انتقال، فروش و نگهداری غیرقانونی مهمات و مواد منفجره) قانون جزای فدراسیون روسیه متهم شد. الکساندر ارماکوف مجنون اعلام شد و برای درمان اجباری اعزام شد.
در ۲۶ فوریه ۲۰۱۳، حکمی در این پرونده صادر شد. لئونید خاباروف و ویکتور کرالین هر کدام به ۴٫۵ سال حبس در یک زندان عمومی محکوم شدند (آنها فقط تحت مواد «کمک به فعالیت‌های تروریستی» و «خرید، انتقال، فروش، نگهداری، حمل یا حمل غیرقانونی سلاح گرم، مهمات، مواد منفجره» مجرم شناخته شدند). الکساندر لادیشچیکوف به ۲ سال حبس تعلیقی محکوم شد. س. کاتنیکوف که به جرم خود اعتراف کرد، نیز به حبس تعلیقی محکوم شد. در ژوئیه ۲۰۱۴، ل. خاباروف آزاد شد و در ژانویه ۲۰۱۵، و. کرالین آزاد شد. در ۷ فوریه ۲۰۱۹، دادگاه زوبوو-پلیانسکی موردوویا حکم به آزادی کواچکوف از مجازات به دلیل افراط‌گرایی داد. از آنجایی که بخش اول ماده ۲۸۲ (افراط‌گرایی) دیگر جرم کیفری محسوب نمی‌شود، دادگاه حکم به آزادی کواچکوف از تحمل مجازاتش داد. مهلت اقدام به شورش قبلاً منقضی شده است. کواچکوف در ۱۹ فوریه ۲۰۱۹ آزاد شد.